# Тифлисские ведомости
Тифли́сские ве́домости (рус. дореф. Тифлисскія Вѣдомости, груз. ტიფლისსკიე ვედომოსტი) — первая русская газета на Кавказе, издававшаяся в 1828―1832 годах в Тифлисе (с 1832 года — «Тифлисские ведомости. Отделение литературное»). Выходила на русском, грузинском и персидском языках.

## История
Газета «Тифлисские ведомости» являлась первой правительственной русской газетой на Кавказе. Была создана по инициативе тифлисского военного губернатора генерал-адъютанта П. М. Сипягина, который и организовал комитет издания. Главным редактором «Тифлисских ведомостей» являлся историк, публицист и общественный деятель ― П. С. Санковский. Издавалась газета на правительственные средства. Первый её номер вышел в свет 4 июня 1828 года, и до 1829 года выходила раз в неделю, а в 1830 ― два раза в неделю. В 1831 году вместо планируемых 104 номеров вышли только 32, при этом последний номер помечен цензором от 14 ноября того же года.
В «Тифлисских ведомостях» содержалось много исторических, этнографических и статистических материалов. Также в них публиковались правительственные распоряжения и объявления. Кроме того газета освещала общественно-политическую, экономическую и культурную жизнь народов Кавказа. Вкратце она освещала и события на театре военных действий Русско-персидской (1826—1828) и Русско-турецкой (1828—1829) войн. Главноуправляющий Грузией барон Г. В. Розен указывал на двоякую цель «Тифлисских ведомостей»

«…сообщать России сведения о столь мало ещё известном Закавказском крае и обратно знакомить туземцев с Россией и европейской образованностью».— Обращение барона Розена к т. с. Блудову, от 2 декабря 1831 г., № 563
В 1832 году П. С. Санковский совместно с Д. Е. Зубаревым и Г. С. Гордеевым продолжил издание под заглавием «Тифлисские ведомости. Отделение литературное», которое выходило два раза в месяц. С января по март того года вышло 6 номеров. В том же году главным редактором газеты стал Г. С. Гордеев.
В 1832 году «Тифлисские ведомости» прекратили своё существование. По сообщению Г. В. Зерцалова газета перестала издаваться в 1833 году.

## Языковые версии издания
«Тифлисские ведомости» выходили на трёх языках: русском, грузинском и персидском (фарси). Редактором русскоязычной версии являлся главный редактор газеты П. С. Санковский. Редактором грузиноязычной версии газеты являлся грузинский просветитель, писатель и общественный деятель ― С. И. Додашвили (в России был известен под фамилией — Дадаев-Магарский). Редактором газеты выходившей на персидском языке был широко образованный азербайджанский учёный и писатель ― А. К. Бакиханов (псевдоним ― Гудси).
В 1829 году был предложен проект по выпуску «Тифлисских ведомостей» на армянском языке, однако при утверждении графом И. Ф. Паскевичем-Эриванским «Новых правил» издания газеты, им было отказано в данном проекте, в частности аргументируя его следующим образом:

«…по-армянски выдавать оных [«Тифлисские ведомости»] не настоит надобности, ибо каждый армянин знает непременно на одном из означенных трёх языков»—   ЦГА ГССР. Ф. 2. Оп. 1. Д. 2504. Л. 26.
По мнению ряда исследователей, важнейшими причинами отказа выпускать дополнительно газету на армянском языке являлись ― слабость типографской технической базы и дополнительные финансовые издержки.
Известно, что в декабре 1831 года барон Г. В. Розен предложил проект на 1832 год по изданию газеты ещё на татарском (тюркском) языке, однако о реализации данного проекта сведений не сохранилось.

## Характеристика издания
Несмотря на официальный (правительственный) характер газеты, по мнению ряда исследователей в данной области, таких как М. А. Полиевктов, М. К. Гоцадзе, Г. И. Бакрадзе, Д. Л. Ватейшвили, В. С. Шадури, М. Г. Нерсисян, она играла достаточно положительную роль в освещении жизни и быта кавказских народов.
В 1832 году П. С. Санковский выслал А. С. Пушкину несколько номеров «Тифлисских ведомостей», который после в своём письме первому писал:

«Я же обязан вам большой благодарностью за присылку Тифлисских ведомостей — единственной из русских газет, которая имеет своё лицо и в которой встречаются статьи, представляющие действительный, в европейском смысле, интерес.»— письмо А. С. Пушкина П. С. Санковскому от 3 января 1833 г. Из Петербурга в Тифлис.

## Комментарии
1. ↑  П. С. Санковский умер 19 октября 1832 года. К моменту написания письма (3 января 1833 г.) А. С. Пушкин об этом ещё не знал[10].